# لیکویی پاپوآ
لیکویی پاپوآ (نام علمی: Pomatostomus isidorei) نام یک گونه از تیره لیکویان استرالزی است.